# Синдхудург (округ)
Синдхудург (маратхи सिंधुदुर्ग जिल्हा; англ. Sindhudurg) — округ в индийском штате Махараштра. Образован в 1981 году из части территории округа Ратнагири. Административный центр — город Орос. Площадь округа — 5207 км². По данным всеиндийской переписи 2001 года население округа составляло 868 825 человек. Уровень грамотности взрослого населения составлял 80,3 %, что выше среднеиндийского уровня (59,5 %). Доля городского населения составляла 9,5 %.